# Johann Czermak
Johann Nepomuk Czermak (Praga, 17 de junio de 1828 - Leipzig, 17 de septiembre de 1873 fue un médico, fisiólogo y psicólogo alemán. 
Se le considera una de los fundadores de la otorrinolaringología. Se le conoce por haber establecido los exámenes de laringoscopía y rinoscopía en la práctica clínica, en particular mejorando el laringoscopio invención de Manuel Vicente García. 
Fue un apasionado de la fonética y estableció que los diferentes sonidos de las vocales se debían únicamente a la forma del conducto vocal independientemente de la tensión de las cuerdas vocales de la laringe. 
Además de sus contribuciones a la práctica clínica, Czermak hizo mucho por la enseñanza científica y la pedagogía médica. Hizo construir en 1869 en Leipzig el Spectatorium, un instituto que mezclaba la investigación científica con la enseñanza dedicado al estudio del sistema nervioso y a la percepción, abierto a los estudiantes.